# Terme di Sorano

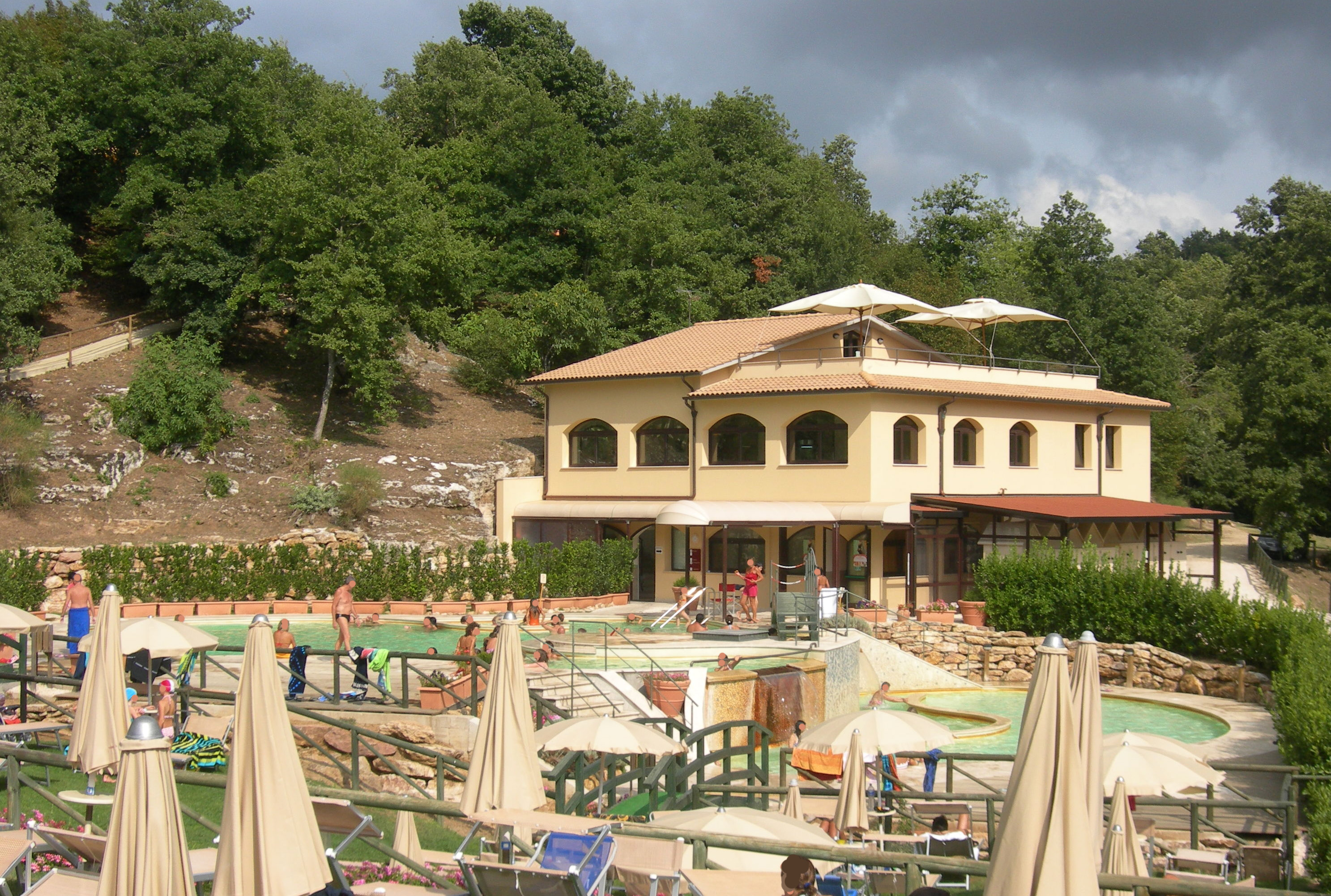
La piscina termale

Le terme di Sorano costituiscono una serie di sorgenti termali situate a circa 3–4 km a sud di Sorano, nell'Area del Tufo.

## Storia
La presenza delle sorgenti termali nell'Area del Tufo, nei pressi del centro di Sorano, era nota fin dal periodo medievale, quando fu costruita la pieve di Santa Maria dell'Aquila proprio sopra una delle sorgenti termali.
Il luogo fu verosimilmente usato dagli Aldobrandeschi e successivamente dagli Orsini per i loro bagni; in epoche più recenti fu completamente abbandonato, andando incontro ad un lunghissimo periodo di degrado.
All'inizio del nuovo millennio, una serie di lavori ha portato al recupero e alla valorizzazione delle numerose sorgenti, oltre alla costruzione di un moderno stabilimento.

## Caratteristiche
L'acqua termale sgorga in più sorgenti che sono disseminate lungo un torrente ed un ruscello minore. La temperatura dell'acqua alla sorgente è di +37,5 °C; quest'ultima è classificata come acqua termale magnesiocalcica.
Le sorgenti termali possono essere fruite presso il moderno stabilimento.